# Gagarine (film, 1994)
Pour les articles homonymes, voir Gagarine (homonymie).
Pour plus de détails, voir Fiche technique et Distribution.
Gagarine (Гагарин, Gagarin) est un film russe réalisé par Alexei Haritidi, sorti en 1994.

## Synopsis
Une chenille veut voler comme les papillons et les oiseaux mais n'arrive pas à se propulser assez haut. Un couple arrive et commence à jouer au badminton.

## Fiche technique
- Titre : Gagarine
- Titre original : Гагарин (Gagarin)
- Réalisation : Alexei Haritidi
- Scénario : Alexei Haritidi
- Photographie : Sergueï Rechetnikov
- Montage : Olga Vasilenko
- Production : Anatoli Prokhorov et Aleksandr Tatarski
- Société de production : Second Frog
- Pays :  Russie
- Genre : Animation et comédie
- Durée : 3 minutes
- Dates de sortie : 
  - Russie : 1994

## Distinctions
Le film a reçu la Palme d'or du court métrage lors du festival de Cannes 1995.